# Welsh International 2012
Die Welsh International 2012 im Badminton fanden vom 29. November bis zum 2. Dezember 2012 in Cardiff statt.

## Sieger und Platzierte
| Disziplin    | Gold                            | Silber                        | Bronze                                |
| ------------ | ------------------------------- | ----------------------------- | ------------------------------------- |
| Herreneinzel | Chou Tien-chen                  | Kuan Beng Hong                | Toby Penty                            |
| Herreneinzel | Chou Tien-chen                  | Kuan Beng Hong                | Jan Fröhlich                          |
| Dameneinzel  | Chiang Mei-hui                  | Petya Nedelcheva              | Nicole Schaller                       |
| Dameneinzel  | Chiang Mei-hui                  | Petya Nedelcheva              | Olga Golovanova                       |
| Herrendoppel | Marcus Ellis Paul van Rietvelde | Peter Briggs Harley Towler    | Chris Coles Matthew Nottingham        |
| Herrendoppel | Marcus Ellis Paul van Rietvelde | Peter Briggs Harley Towler    | Joe Morgan Nic Strange                |
| Damendoppel  | Lauren Smith Gabrielle White    | Jillie Cooper Kirsty Gilmour  | Chloe Birch Samantha Ward             |
| Damendoppel  | Lauren Smith Gabrielle White    | Jillie Cooper Kirsty Gilmour  | Petya Nedelcheva Dimitria Popstoikova |
| Mixed        | Marcus Ellis Gabrielle White    | Chris Langridge Heather Olver | Matthew Nottingham Emily Westwood     |
| Mixed        | Marcus Ellis Gabrielle White    | Chris Langridge Heather Olver | Ben Stawski Lauren Smith              |